# Arrak

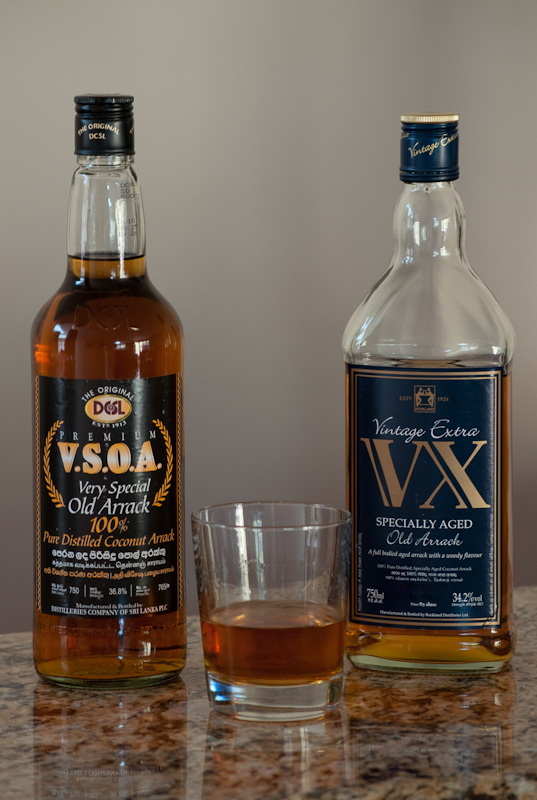
Bottiglie di arrack prodotte nello Sri Lanka.

Arrak o a volte anche arrack è una bevanda alcolica di tipo acquavite, derivante dalla fermentazione di vari elementi come melassa, cereali e del vino di palma da dattero.
È diffuso principalmente in Asia meridionale (Malaysia, India e Sri Lanka) e in Medio Oriente, dove viene prodotto, pur essendo usato in tutto il mondo, soprattutto in Nord Europa (Finlandia, Germania e Svezia).

## Differenza con l'Arak
L'arrak non deve essere confuso con il quasi omonimo Arak, un distillato d'uva con grani d'anice originario del Libano e diffuso in tutto il Medio Oriente.

## Nome
Il suo nome deriva dal vocabolo in arabo عرق‎?, ʿaraq, che significa "dolce", e spesso viene usato in pasticceria per la preparazione di dolci.
Essendo simile al rum è chiamato anche "rum asiatico".